# Raymond W. Bernard
Walter Siegmeister (Manhattan, 5 de outubro de 1903 - Joinville, 10 de setembro de 1965), mais conhecido como Dr. Raymond W. Bernard, PhD, foi um escritor esotérico, autor, místico e praticante de medicina alternativa norte-americano que viveu no início do século XX. Fez parte da subcultura da realidade alternativa.

## Biografia
Início da vida
Dr. Siegmeister nasceu de uma família de judeus russos na cidade de Nova York. Seu pai foi um cirurgião que começou a vida como um estudante de bioquímica na Alemanha. Siegmeister se formou na Colombia University em 1932, obteve seu Ph.D. em Educação na New York University. Sob o sobrenome Bernard, mais tarde se estabeleceu na Florida.
Foi um escritor prolífico, de acordo com Guy Harwoord: "Após a morte de seu pai, a mãe de Walter enviava US$200 por mês provenientes do seguro de vida de seu pai. Assim conseguia dinheiro para sobreviver, viajar e publicar seus escritos. O irmão de Walter era responsável pelo departamento de Música em algumas escolas no Brooklyn." Este seu irmão foi o compositor americano Elie Siegmeister.
De acordo com Harwood, Siegmeister acreditava na religião Essênia, e escreveu sobre vários temas incluindo dietética, regeneração, medicina alternativa, longevidade, radiação, figuras históricas e mistérios antigos. Um de seus mais populares livros foi "The Hollow Earth". Ele escreveu uma nova introdução para "Bread From Stones" de Julius Hensel.
Contemporâneos
Os contemporâneos de Siegmeister incluem autores como George R. Clements (também conhecido como Kenyon Klamonti, Karl Kridler e Hilton Hotema), Theos Bernard e Alexis Carrel, que escreveram sobre temas semelhantes. Através de seus textos e da polêmica teoria da Terra Oca, divulgou suas ideias de um mundo subterrâneo ocupado por raças não-humanas. Este tema foi estudado com profundidade por outros escritores que documentaram uma terra subterrânea e civilizações intraterrenas. Siegmeister também expôs sua pesquisa sobre o lugar mais seguro na Terra para proteção contra o decaimento radiotivo em prol da construção de um paraíso. A ideia foi desenvolvida mais tarde pelos escritos de Johnny Lovewisdom e depois Viktoras Kulvinskas.
Após uma pareceria de negócios com George R. Clements, vendendo terras para cultivo, Siegmeister viajou para o Equador em 1941. onde encontrou John Wierlo (Johnny Lovewisdom) que tinha chegado em 1940. Conversaram sobre os planos de uma utopia paradisíaca e um super raça na selva equatoriana.
Entretanto Wierlo afirmou que não estava planejando criar uma super raça, mas somente um Acampamento de Santos.
Ao retornar aos EUA, Siegmeister, agora chamado Dr Robert Raymond, continuou a vender seus livros sobre saúde, antes de retornar à América do Sul, onde vendeu mais livro sob o nome de Dr. Uriel Adriana, AB, MA, PhD. Depois da morte de sua mãe em 1955, se mudou para o Brasil  para comprar terrenos e criar a super raça. No Brasil, renovou seu interesse em OVNIs, Atlântida, alienígenas, túneis subterrâneos e a teoria da terra oca. Siegmeister acreditava que o Brasil possuía entradas para túneis que levavam à terra oca.
Em 1964, fundou uma editora em Nova York para publicar The Hollow Earth, que foi baseado no seu livro Flying Saucers from the Earth's Interior. O livro se tornou popular, entretanto, Siegmeister faleceu por "pneumonia lobar esquerda" em 10 de setembro 1965 na cidade de Joinville, no Estado de Santa Catarina, onde residia. Foi sepultado no Cemitério Municipal de Joinville. Suas ideias sobre a terra oca foram mais tarde continuadas nos textos de David Hatcher Childress.

## Publicações
- Agharta, The Subterranean World
- Apollonius The Nazarene - Mystery Man Of The Bible
- Are Chemicals In Drinking Water Menacing Your Health? (1956)
- Are The New Super Sprays Endangering Your Health? (1956)
- Are You Being Poisoned By The Foods You Eat? (1956)
- Bread From Stones - Bernard (intro)
- Building of Vital Power
- Constipation (3 volumes ) - Bernard, Tilden, Others, 1956
- Creation Of The Superman
- Danger We All Face (1960 Revised Edition)
- Danger We All Face: The Radioactive Peril
- Dead Sea Scrolls And The Life Of The Ancient Essene (1956)
- Eat Your Way To Better Health
- Enigma Of Woman
- Entering The Kingdom
- Escape From Destruction; How To Survive In The Atomic Age, 1956
- Flying Saucers From The Earth's Interior
- From Chrishna To Christ
- Geriatrics
- Great Secret Of Count Saint Germain
- Health Through Scientific Nutrition
- Herbal Elixirs Of Life (1966)
- Hollow Earth
- Meat: Eating A Cause Of Disease (1956)
- Mysteries Of Human Reproduction
- Mystery Of Menstruation
- Newest Discoveries In Nutrition
- Nutritional Methods Of Blood Regeneration / Nutritional Sex Control & Rejuvenation ( 2 volumes)
- Nutritional Methods Of Intestinal Regeneration
- Nutritional Sex Control And Rejuvenation
- Organic Foods For Health (1956)
- Organic Revolution In Nutrition
- Organic Way To Health (4 volumes)
- Physiological Enigma Of Menstruation
- Physiological Enigma Of Woman: Mystery Of Menstruation
- Physiological Methods Of Male And Female Regeneration (1955)
- Pre-Natal Origin Of Genius (1962)
- Pythagoras - The Immortal Sage
- Regeneration
- Rejuvenation Through Dietetic Sex Control
- Revolt Against Chemicals
- Science Discovers The Physiological Value Of Continence
- Secret Life of Jesus the Essene
- Secret Of Rejuvenation: Prof. Brown Sequard’s Great Discovery
- Serpent Fire: Awakening Kundalini
- Shall We Eat Bread? (1956)
- Super Foods From Super Soil (1956)
- Super Health Thru Organic Super Food (1958)
- Unknown Life Of Christ (1966)